# László Bánhegyi
László Bánhegyi (Budapest, 17 gennaio 1931 – Vienna, 24 dicembre 2015) è stato un cestista ungherese.

## Carriera
Con l'Ungheria ha disputato i Giochi olimpici di Helsinki 1952 e Roma 1960 e quattro edizioni dei Campionati europei (1953, 1955, 1957, 1959).